# Église Sainte-Marie de Hammam Lif
L'église Sainte-Marie de Hammam Lif, située dans la ville de Hammam Lif en Tunisie, est une église catholique construite à l'époque du protectorat français. Cédée au gouvernement tunisien en 1964, elle devient le siège local du Parti socialiste destourien puis du Rassemblement constitutionnel démocratique jusqu'à la révolution tunisienne de 2011.

## Historique de l'église

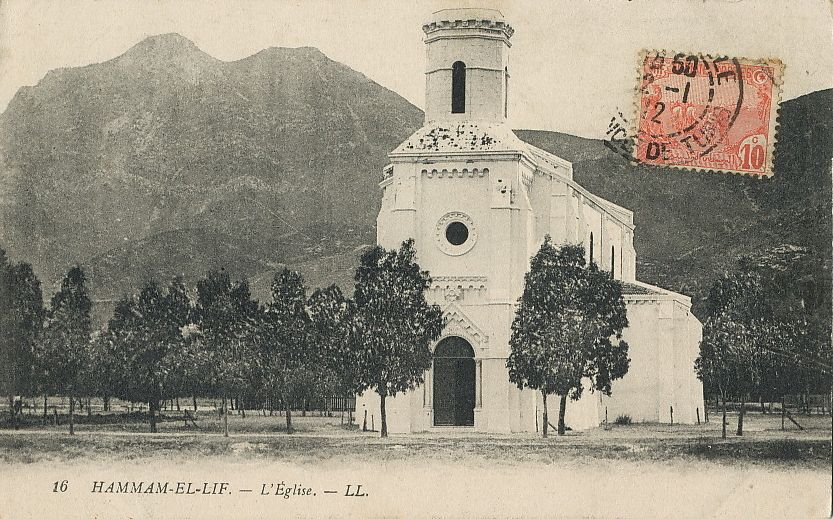
Vue de l'église dans les années 1910.

L'augmentation rapide de la population européenne après l'instauration du protectorat justifie que la paroisse de Hammam Lif soit créée dès 1896. L'abbé Martin qui en a la charge doit également rendre visite aux fidèles de Hammamet, Nabeul, Khanguet, Mornag et Fondouk Jedid, tout en cherchant des fonds pour l'érection d'une église.
Ses démarches portent leurs fruits puisqu'il réussit à réunir rapidement les 28 000 francs nécessaires au chantier. La nouvelle église dédiée à sainte Marie est inaugurée le 21 juin 1896.
L'augmentation de la population européenne justifie la construction plusieurs années plus tard d'une très grande salle d'œuvre qui accueille les nombreuses fêtes et réunions organisées par les fidèles.
|      | Baptêmes | Mariages | Sépultures |
| ---- | -------- | -------- | ---------- |
| 1900 | 42       | 3        | 16         |
| 1910 | 49       | 8        | 12         |
| 1920 | 44       | 16       | 16         |
| 1930 | 101      | 29       | 39         |
| 1940 | 77       | 23       | 54         |
| 1950 | 87       | 21       | 31         |
| 1960 | 19       | 8        | 14         |
| 1970 | 2        | 0        | 2          |
| 1980 | 0        | 0        | 3          |

## Bâtiment après l'indépendance
Après l'indépendance de la Tunisie en 1956, le départ de nombreux fonctionnaires français sonne le glas de la présence chrétienne à Hammam Lif. La nationalisation des terres agricoles européennes le 12 mai 1964 ne laisse plus aucun choix à ceux qui étaient encore là. L'église est finalement fermée à l'occasion du modus vivendi signé entre le gouvernement tunisien et le Vatican le 10 juillet 1964. Le bâtiment et la salle d'œuvre sont cédés gratuitement avec l'assurance qu'ils ne seront utilisés qu'à des fins d'intérêt public compatibles avec leur ancienne destination. Le presbytère restant la propriété de l'archevêché, une chapelle y est aménagée pour que les dernières familles chrétiennes de Hammam Lif et Saint-Germain puissent toujours assister aux offices religieux.
L'église est réaménagée après sa nationalisation pour servir de siège local au parti au pouvoir, le Parti socialiste destourien puis, à partir de 1988, à son successeur, le Rassemblement constitutionnel démocratique. Les occupants en sont chassés lors de la révolution tunisienne de 2011. Le bâtiment est alors squatté par des militants des différents comités de protection de la révolution qui se sont créés cette année-là.

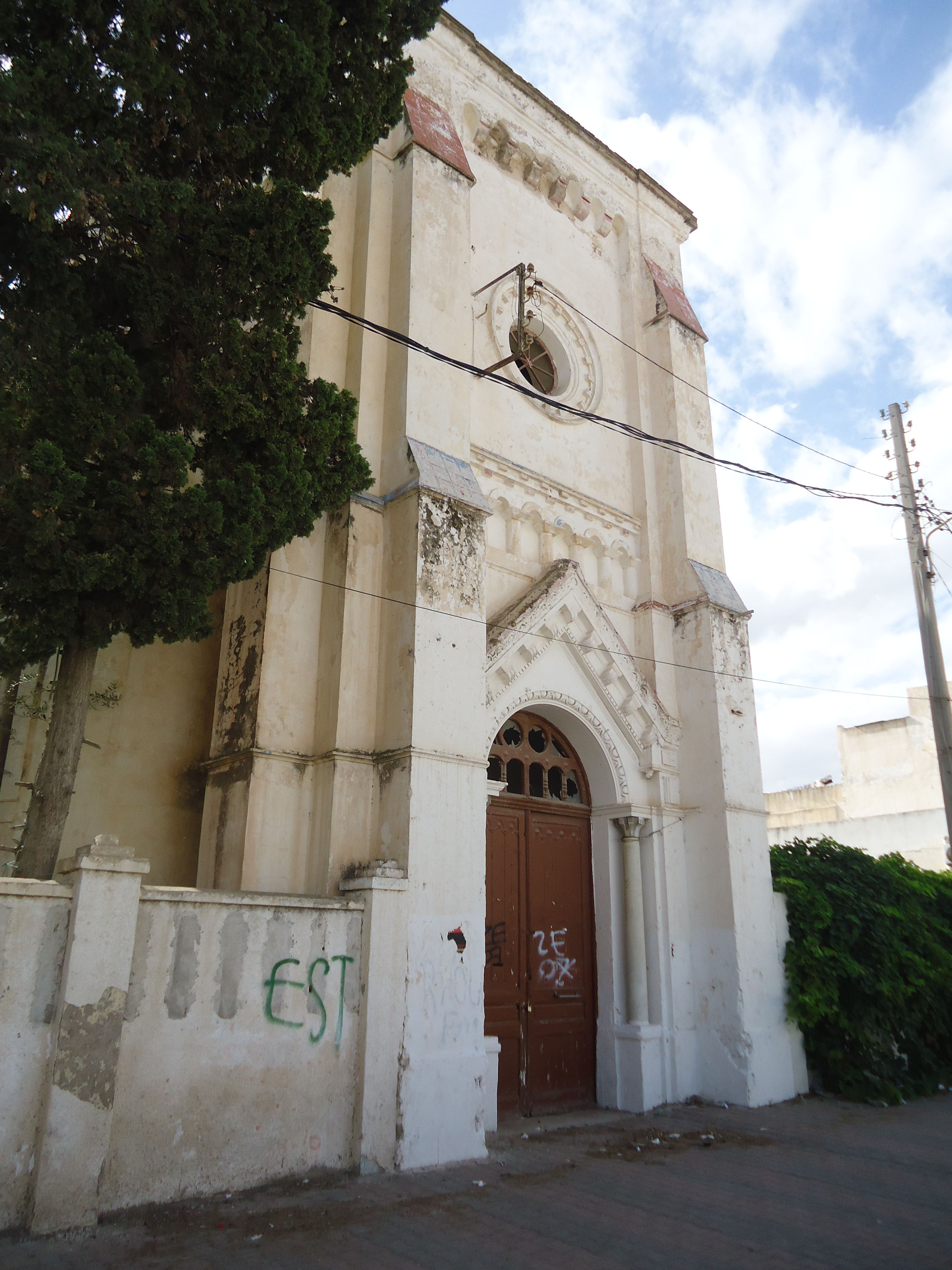
Entrée principale.
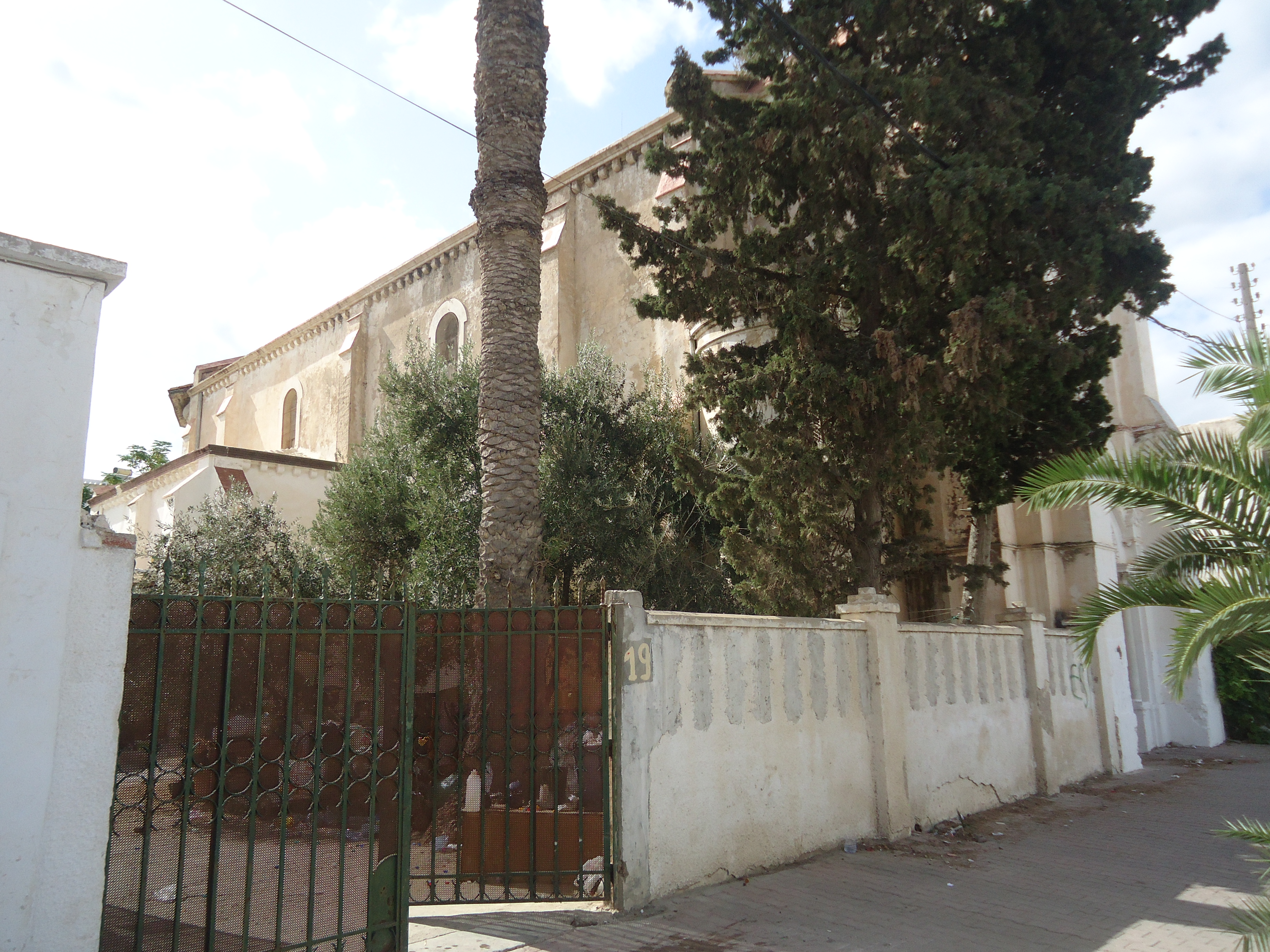
Vue depuis la rue.
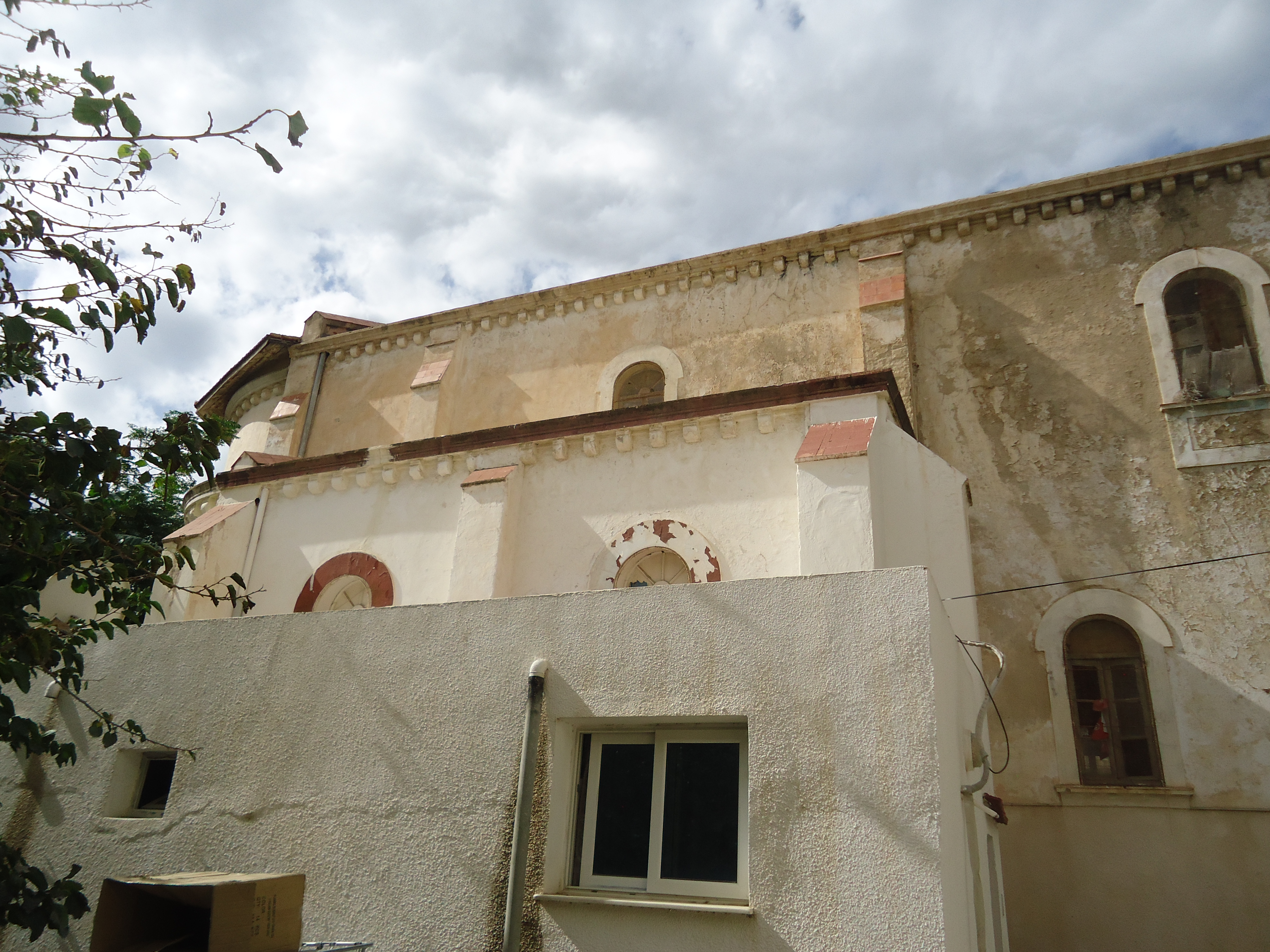
Façade est.
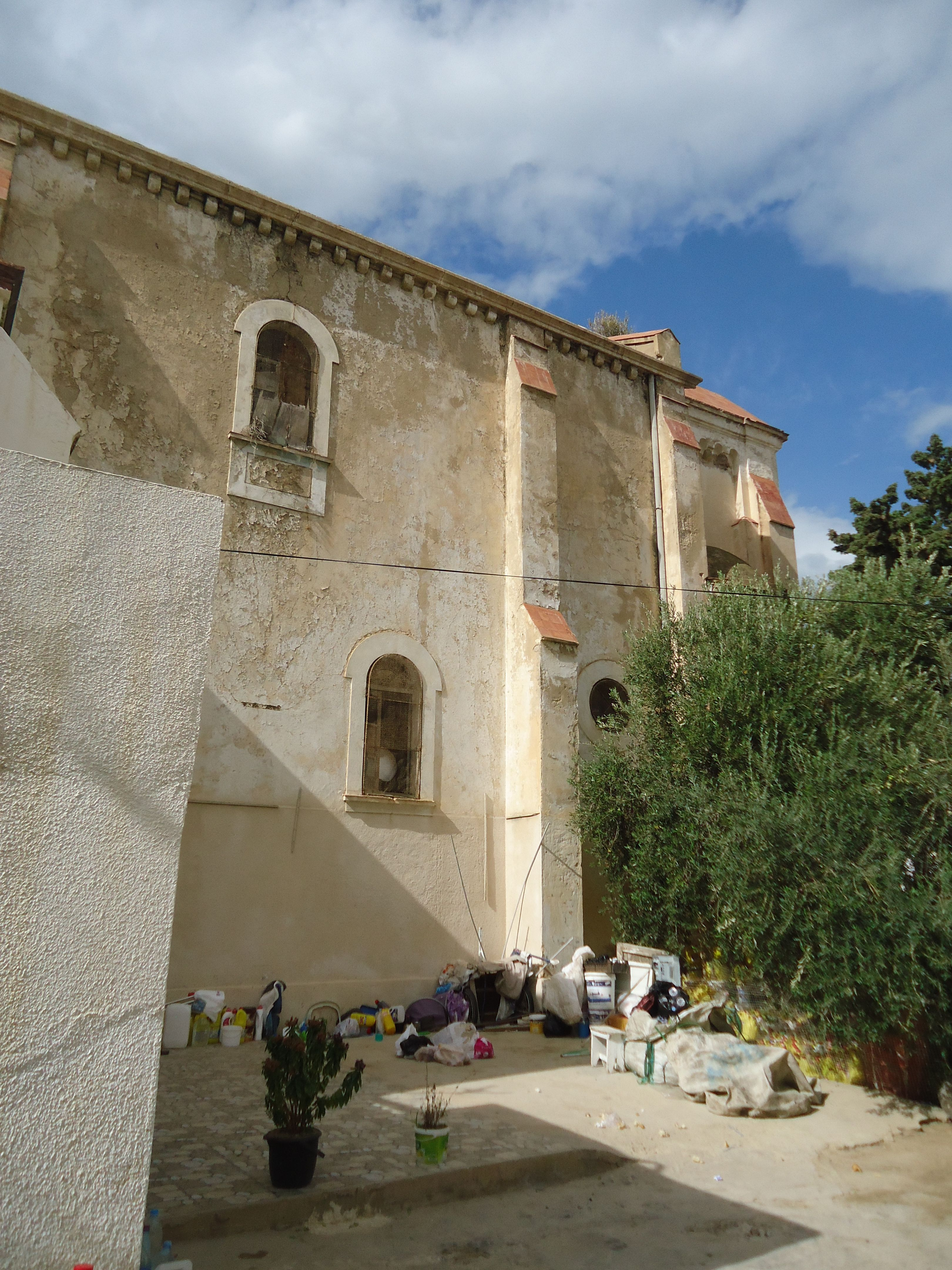
Façade est.
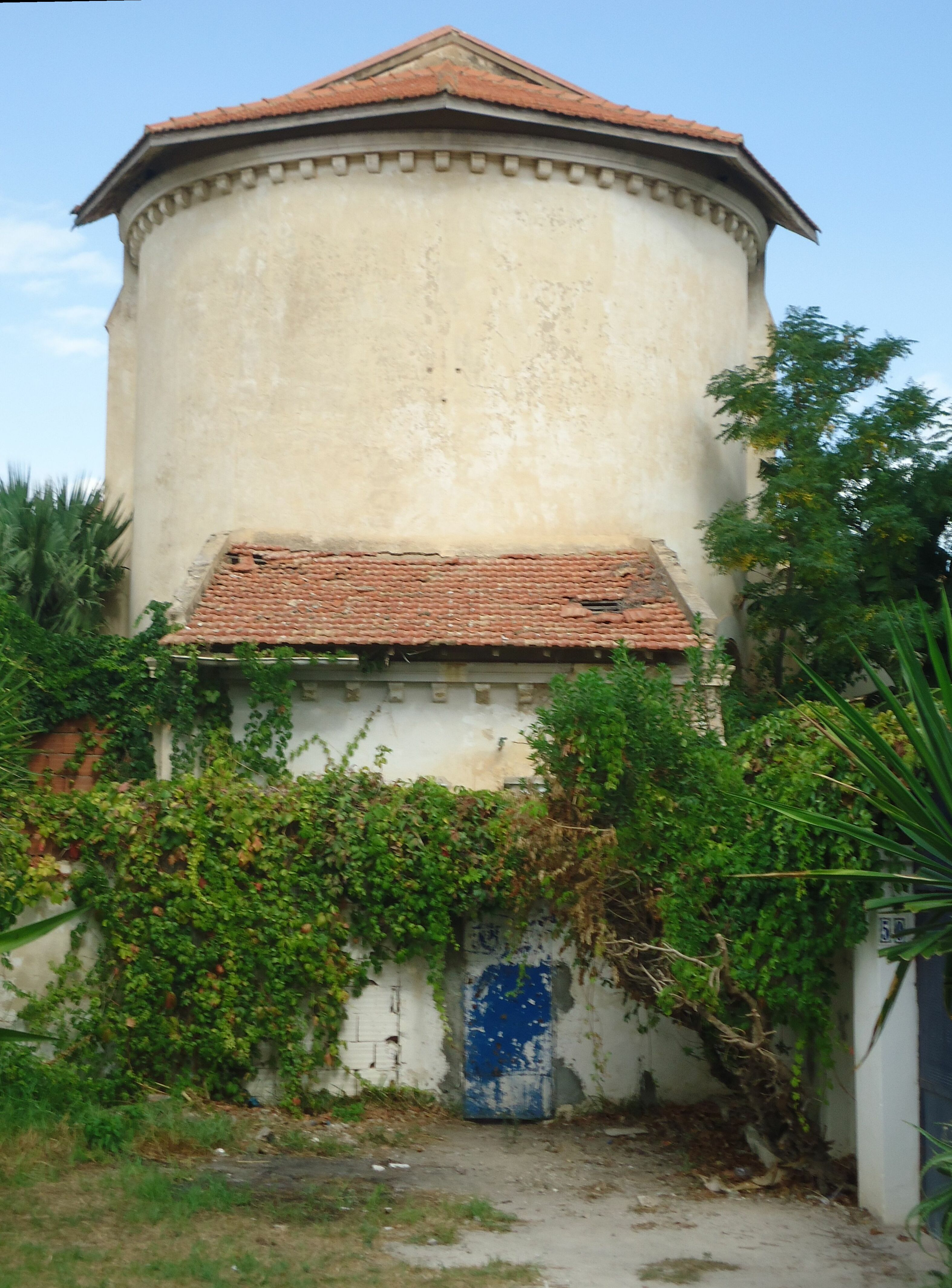
Côté sud.

## Curés de la paroisse
- Abbé Martin (1896-1912) ;
- Abbé Pierregrosse (1912-1924) ;
- Abbé Delteil (1924-1951) ;
- Abbé Caruana (1951-1963).